# Leandro Gracián
Leandro Gracián (Buenos Aires, Argentina, 6 de agosto de 1982) es un exfutbolista y entrenador argentino. Actualmente dirige a Deportivo Madryn de la Primera Nacional.

## Trayectoria

### Como jugador
Se inició en el baby fútbol del Club Atlético Palermo. Comenzó su carrera en el Vélez Sarsfield en 2001 y pronto fue catalogado como uno de los jóvenes más prometedores del plantel profesional. Sin embargo, nunca pudo explotar bajo las órdenes del entrenador Carlos Ischia que solía utilizar a Patricio Pérez o a Pablo Batalla en su posición. Sin embargo, con la llegada de Miguel Ángel Russo en 2005 Gracián comenzó a jugar de titular y pronto se convirtió en jugador clave para el equipo que ganó el Torneo Clausura de 2005 y que tuvo buenas participaciones en la Copa Sudamericana 2005 y la Copa Libertadores 2006.
En 2006, luego de un altercado con su compañero Lucas Castromán, el mediocampista fue vendido al "La Pandilla" del Monterrey de México. Luego de medio año allí surgió la posibilidad de ser transferido a Boca Juniors por pedido del nuevo entrenador del club, Miguel Ángel Russo. Aunque su club decidió no venderlo, la insistencia del jugador generó el descontento de los hinchas del Monterrey. Fue un jugador con muchos problemas de disciplina. También tuvo problemas con jugadores como Federico Arias, Ariel Broggi, Leandro Somoza entre otros. 
Finalmente, fue separado del plantel para entrenar con jugadores de una filial del club. En el tiempo que estuvo jugando en el equipo regiomontano marcó uno de los goles más recordados en el estadio tecnológico:un gol olímpico contra el equipo de Jaguares. Sin lugar, logró lo que anhelaba desde hacía seis meses: jugar en Boca Juniors. Debuta en Boca Juniors en un partido contra Independiente metiendo un gol y en la Copa Sudamericana se le asigna el dorsal "10" pero el equipo quedó eliminado en 8° de final frente al São Paulo FC. Jugó pocos minutos en la derrota de Boca vs el AC Milan por el Mundial de clubes. En 2008 tiene una buena actuación los primeros partidos de la Copa Libertadores y en el torneo (debido a la lesión de Riquelme) pero su nivel fue decayendo llegando a estar como 5° enganche. Gana el Torneo Apertura 2008 (Argentina) pero pierde en la Copa Sudamericana contra el Sport Club Internacional en cuartos de final. 
En 2009 su nivel sigue siendo bajo y en junio Boca lo cede al Aris Salónica de Grecia, con opción de compra, pagando 250.000 Euros por el préstamo el club Griego, pero para asegurarse tener club si el Aris no ejerce la opción de compra, decidió aumentar su contrato con el club Xeneize hasta junio de 2011. En 2010 se desvinculó del Aris Salónica para volver a la Argentina a jugar en Club Atlético Independiente. El 17 de abril de 2010 logra un gol desde el medio del campo que supone el 2-1 para su equipo el Club Atlético Independiente contra Banfield. Su segundo gol en la institución roja lo logra el siguiente semestre, marcando un tanto ante Argentinos Juniors por la Copa Sudamericana y ayudando de esa manera a su equipo a pasar a la siguiente fase del trofeo continental.
En junio de 2011, vuelve a Boca Juniors por terminarse su préstamo con Independiente. En ese semestre, jugó pocos minutos en la cancha, que le alcanzaron para coronarse como campeón del Apertura argentino.
Por su poca frecuencia de juego, a fines de diciembre de ese mismo año, el entrenador Julio César Falcioni nombra a Gracián como prescindibles, por lo que empezó la búsqueda de un nuevo club. Finalmente el 5 de enero de 2012 se convierte en jugador de Colón de Santa Fe a préstamo por 6 meses y con opción de renovación por otro semestre.
En julio de 2012, queda libre de Boca Juniors y emigra al fútbol chileno donde ficha en el Cobreloa de la Primera División de ese país y llega al cuadro que dirige su compatriota Javier Torrente, en compañía de un delantero también extranjero.
De cara al apertura 2013 de México es contratado por Querétaro FC, equipo el cual descendió. 
El 5 de marzo de 2015 es anunciado por Manta Fútbol Club de la Serie B de Ecuador, como nuevo jugador del equipo, pero su paso fue corto y en el mes de junio se dio su salida del club ecuatoriano.
Para la primera parte del 2016, es jugador del Cúcuta Deportivo de Colombia para afrontar el Torneo de Ascenso de dicho país.
El 8 de enero de 2017, concreta su llegada a San Martín de Tucumán para jugar la Primera B Nacional.

### Como entrenador
El 12 de marzo de 2024 es anunciado como nuevo entrenador del Deportivo Madryn de la Primera Nacional.

## Clubes

### Como jugador
| Club                          | País      | Año       |
| ----------------------------- | --------- | --------- |
| Vélez Sarsfield               | Argentina | 2003-2006 |
| Monterrey                     | México    | 2006-2007 |
| Boca Juniors                  | Argentina | 2007-2012 |
| → Aris de Tesalónica (cedido) | Grecia    | 2009      |
| → Independiente (cedido)      | Argentina | 2012      |
| → Colón (cedido)              | Argentina | 2012      |
| Cobreloa                      | Chile     | 2012-2013 |
| Querétaro F. C.               | México    | 2014-2015 |
| Manta F. C.                   | Ecuador   | 2015      |
| Deportivo Santaní             | Paraguay  | 2015-2016 |
| Cúcuta Deportivo              | Colombia  | 2016      |
| Rubio Ñu                      | Paraguay  | 2016-2017 |
| San Martín de Tucumán         | Argentina | 2017      |

### Estadísticas como entrenador
| Deportivo Madryn Argentina | 2.ª   | 2024  | 32 | 17 | 11 | 4 | 1/4 | 0 | 0 | 0 | 0 | - | - | - | - | 3 | 1 | 1 | 1 | 35 | 18 | 12 | 5  | 62.86% | 36 | 17 | +19 | 66  |
| Deportivo Madryn Argentina | 2.ª   | 2025  | 27 | 12 | 11 | 4 | -   | 1 | 0 | 0 | 1 | - | - | - | - | 0 | 0 | 0 | 0 | 28 | 12 | 11 | 5  | 55.95% | 38 | 27 | +11 | 47  |
| Deportivo Madryn Argentina | Total | Total | 59 | 29 | 22 | 8 |     | 1 | 0 | 0 | 1 | - | - | - | - | 3 | 1 | 1 | 1 | 63 | 30 | 23 | 10 | 59.79% | 74 | 44 | +30 | 113 |
| Total                      | Total | Total | 59 | 29 | 22 | 8 |     | 1 | 0 | 0 | 1 | - | - | - | - | 3 | 1 | 1 | 1 | 63 | 30 | 23 | 10 | 59.79% | 74 | 44 | +30 | 113 |

#### Resumen estadístico
| Competición        | Partidos | Ganados | Empatados | Perdidos | Rendimiento |
| ------------------ | -------- | ------- | --------- | -------- | ----------- |
| Primera B Nacional | 62       | 30      | 23        | 9        | 60.75%      |
| Copa Argentina     | 1        | 0       | 0         | 1        | 0%          |
| TOTAL              | 63       | 30      | 23        | 10       | 59.79%      |

## Palmarés

### Campeonatos nacionales
| Título           | Equipo          | País      | Año    |
| ---------------- | --------------- | --------- | ------ |
| Primera División | Vélez Sársfield | Argentina | C-2005 |
| Primera División | Boca Juniors    | Argentina | A-2008 |
| Primera División | Boca Juniors    | Argentina | A-2011 |

### Campeonatos internacionales
| Título              | Equipo        | Sede         | Año  |
| ------------------- | ------------- | ------------ | ---- |
| Recopa Sudamericana | Boca Juniors  | Buenos Aires | 2008 |
| Copa Sudamericana   | Independiente | Avellaneda   | 2010 |